# Uług Mehmed
Uług Mehmed (albo Ułu Mahmet, Uług Muhammed) (w źródłach rosyjskich Улу Махметь, Улуг Махметь) (ur. ?, zm. 1446) – pretendent do tronu Złotej Ordy z linii Tochtamysza i założyciel Chanatu Kazańskiego.
Zazwyczaj uważa się go za syna Dżelal ad-Dina (zm. 1412) i wnuka Tochtamysza (zm. 1405 albo 1406), jednak różne źródła nazywają go synem, wnukiem lub kuzynem tego ostatniego. Po śmierci w roku 1419 Edygeja i chana Dżabbar Berdiego Uług Mehmedowi udało się opanować zachodnią część terytorium Złotej Ordy. Utrzymywał on stosunki dyplomatyczne z Witoldem (1401–1430), któremu dostarczał posiłków, i Szahrochem (1405–1447), co samo w sobie świadczy o jego dominującej pozycji w Ordzie w tym okresie. Abd-ar-Razzagh Samarkandi nazywa go po prostu chanem. Niemniej jego władza nie była niekwestionowana – rejon dolnej Wołgi kontrolował syn Tochtamysza Kibek, a zagrażał mu także jego inny kuzyn, Dewlet Berdi, oraz koczujący na terenie Białej Ordy potomek Urus-chana (zm. 1376) Borak (zm. 1428 albo 1429). Wykorzystując poparcie panującego w Mawarannahrze syna Szahrocha, Uług Bega (1409–1449), w roku 1423 Borak pokonał Uług Mehmeda i zagarnąwszy jego posiadłości ogłosił się chanem.
Uług Mehmed uciekł na dwór Witolda, gdzie zjawił się w końcu 1424 roku. Dzięki pomocy Witolda udało mu się ponownie zebrać siły i odebrać Saraj Borakowi. W międzyczasie pokonany przez Boraka Dewlet Berdi opanował Krym, podczas gdy Kibek uciekł na północ, w kierunku Riazania. Borak zginął w niejasnych okolicznościach podczas walk w Mogolistanie w roku 1428 albo 1429. W latach 1428–1430 przez Złotą Ordę przetoczyła się plaga dżumy, która jeszcze zwiększyła panująca anarchię. Uług Mehmed wtargnął na Krym, chcąc odebrać go z rąk Dewlet Berdiego. Pozycja Uług Mehmeda bardzo osłabła po śmierci Witolda w 1430 roku. W roku 1432 Uług Mehmed rozstrzygnął spór pomiędzy Wielkim Księciem Moskiewskim Wasylem II (1425–1462), a jego wujem Jerzym Zwienigorodzkim, zatwierdzając tytuł tego pierwszego. Autorytet Uług Mehmeda był jednak zbyt słaby żeby zakończyć toczącą się w księstwie wojnę domową. W roku 1433 Uług Mehmed zerwał z następcą Witolda Świdrygiełłą (1430–1432) i poparł jego rywala, Zygmunta Kiejstutowicza (1432–1440). W rezultacie Świdrygiełło zaczął popierać nowego pretendenta do tytułu chana, syna Tochtamysza Sejjid Ahmeda (zm. ok. 1465), którego szybko uznał też chcący osłabić Uług Mehmeda Wasyl II. W tym samym czasie Uług Mehmedowi przybył też inny rywal, syn Temür-chana (ok. 1411) Küczük Mehmed (zm. 1465). Zygmunt Kiejstutowicz nie był tak silnym i pewnym sprzymierzeńcem jak Witold i sytuacja Uług Mehmeda systematycznie się pogarszała. 
W roku 1437 Küczük Mehmed zajął Saraj, podczas gdy Sejjid Ahmed stał się panem terytoriów na zachód od Dniepru. Uług Mehmed musiał opuścić stepy kipczackie i wycofać się nad górną Wołgę, gdzie opanował Bielew przy granicy moskiewsko-litewskiej. Po starciu w następnym roku z wojskami Wasyla II Uług Mehmed obległ Moskwę i zniszczył Kołomnę. Jest kwestią sporną wśród historyków czy Uług Mehmed zdobył Kazań w latach 1437–1438, czy też dokonał tego dopiero syn Uług Mehmeda, Mahmutek. Wiąże się to także ze sporem co do tego czy Uług Mehmed w latach 1437–1445 miał jakąś stałą bazę swoich operacji (oprócz Kazania wysuwane są także kandydatury Bielewa, Muromu i Niżnego Nowogrodu), czy też przemieszczał się tocząc walki z wojskami moskiewskimi wzdłuż rzeki Oki. 7 lipca 1445 synowie Uług Mehmeda Jusuf i Mahmutek (1446–1462) pokonali Wasyla II w bitwie pod Suzdalem i wzięli go do niewoli, z której ten uwolnił się w zamian za obietnicę ogromnego okupu i podwyższenia trybutu. Według części uczonych to właśnie jesienią tego roku Mahmutek zajął Kazań, należący do miejscowego władcy Ali Bega, i tym samym to jego należy uznawać za właściwego twórcę Chanatu Kazańskiego. Niezależnie od tego jak było faktycznie początki istnienia chanatu wiążą się z decyzją Uług Mehmeda o przekoczowaniu w rejon górnej Wołgi, chociaż niewątpliwie poprzez opanowanie tego terytorium zamierzał on jedynie zdobyć bazę do kolejnej próby opanowania Saraju. Tych planów nie udało mu się jednak zrealizować, ponieważ w  roku 1446 został zabity przez Mahmuteka, który przejął po nim władzę.